# Skygger og magi
|  | Denne artikel er oprettet af botten PalnaBot ud fra en ekstern database. Den kan derfor have sproglige fejl eller mangler. Denne skabelon kan fjernes efter kontrol af indholdet. |

Skygger og magi er en film instrueret af Søren Martinsen.

## Handling
Billedkunstneren Søren Martinsen (født 1966) tegner med nysgerrighed og venlig humor et portræt af sin egen generation af kunstnere. Baggrunden er, at den yngre samtidskunst i Danmark og andre steder er omgærdet af myter og fordomme. Ofte svarer værkerne ikke til de traditionelle forestillinger om, hvad kunst er. Og nogle anser ligefrem de unge kunstneres mangeartede aktiviteter for at være smalle eller indforståede. At man imidlertid med lige så stor ret kan hævde det modsatte - at den yngre kunst er åben, vedkommende og tilgængelig for enhver - fremgår af Søren Martinsens odyssé' rundt blandt venner og kolleger.